# یهودیان یثرب
یهودیان یثرب مدت‌ها پیش از ظهور اسلام در منطقهٔ حجاز در شبه‌جزیرهٔ عربستان سکونت داشتند. یثرب شهری زیبا با دیواری کهن و نخلستان‌های گسترده در پیرامون آن بوده است. خرماهای این شهر از کیفیتی بسیار عالی و طعمی شیرین برخوردار بوده و دارای دژها و قلعه‌های مستحکمی بوده است. برخی از مورخان بر این باورند که یثرب به دست یهودیان بنیان‌گذاری شده است.

## مهاجرت یهودیان به یثرب
مهاجرت یهودیان به یثرب در موج‌های متوالی و در دوره‌های زمانی مختلف صورت گرفت. زمان دقیق نخستین سکونت یهودیان در یثرب به‌طور قطعی مشخص نیست. سمهودی در این‌باره دو دیدگاه را مطرح کرده است: نخست، حضور یهودیان در یثرب را به دوران موسی نسبت می‌دهد و دوم، آن را به زمان نبوکدنصر پیوند می‌زند.  پس از این دوره، مهاجرت دیگری به یثرب روی داد. یاقوت حموی در این باره می‌گوید: «سپس رومیان در شام پدیدار شدند و بسیاری از بنی‌اسرائیل را کشتند؛ از این‌رو، بنی‌قریظه، بنی‌نضیر و هُدَل از شام گریختند و قصد داشتند به حجاز، جایی که بنی‌اسرائیل پیش‌تر در آن سکونت داشتند، بروند تا در کنار آنان زندگی کنند».

## تبار
برخی از پژوهشگران، از جمله ولفنسون، بر این باورند که یهودیان یثرب از تبار اسرائیلی بوده‌اند.  در مقابل، گروهی دیگر، از جمله فیلیپ هیتی، معتقدند که یهودیان یثرب عمدتاً از قبایل عربی بوده‌اند که به دین یهودیت گرویده بودند، هرچند هستۀ اصلی این جماعت را افراد اصالتاً اسرائیلی تشکیل می‌دادند. 

## قبایل
سمهودی یادآور شده است که قبایل یهودی در یثرب بیش از بیست و چند قبیله بوده‌اند، از جمله: بنی عکرمه، بنی ثعلبه، بنی محمّر، بنی زعورا، بنی قینقاع، بنی نضیر، بنی قریظه، بنی هدل، بنی عوف، بنی قصیص و بنی ماسله. این قبایل در شهر و پیرامون آن سکونت داشتند.
از میان آنان، بنی قریظه و بنی نضیر به «کاهنین» شهرت یافته بودند که این نسبت را به جدّشان «کاهن» می‌رساندند، و «کاهن» همان کاهن بن هارون بن عمران است.
درباره قبیله بنی قینقاع، سمهودی به نقل از حافظ ابن حجر آورده است که آنان از نسل یوسف هستند.
در خصوص قبیله بنی هدل آمده است که «بنی هدل نه از بنی قریظه‌اند و نه از بنی نضیر، بلکه نسب‌شان فراتر از آن است و آنان پسرعموهای آن قوم‌اند». بر این اساس، احتمال دارد بنی هدل از نسل داوود باشند، زیرا در میان یهود، پادشاهی و ریاست تا امروز در نسل داوود ادامه دارد و این جایگاه از نسل کاهن برتر دانسته می‌شود. همچنین ممکن است آنان نیز از نسل کاهن باشند، اما از نظر نسب، مرتبه‌ای بالاتر داشته‌اند که این تفاوت می‌تواند ناشی از اختلاف در جایگاه و منزلت باشد، همان‌گونه که میان نضیر و قریظه در میزان دیه تفاوت وجود داشت. یا شاید مقصود این باشد که جدّی که به او انتساب دارند، از نظر تاریخی در مرتبه‌ای بالاتر بوده است، چنان‌که سُهیلی یاد کرده که «در نسب قریظه و نضیر، عمرو که همان هدل است، ذکر شده».
بنی ثعلبه نیز طایفه‌ای بودند که پادشاه آنان فُطیون نام داشت. ابن اثیر یاد کرده است که آنان از بنی‌اسرائیل بوده‌اند. بر این اساس، احتمال می‌رود که بنی فطیون از نسل داوود باشند، چراکه مطابق کتاب مقدس، پادشاهی در میان یهود تنها در نسل داوود جایز است، چنان‌که آمده است: «زیرا خداوند گفته است پادشاهی که بر تخت اسرائیل می‌نشیند، همواره باید از نسل داوود باشد».

## ویژگی‌ها
یهودیان یثرب پیش از اسلام با ویژگی‌های متعددی شناخته می‌شدند که از جمله آن‌ها می‌توان به موارد زیر اشاره کرد:
۱. تسلط آنان بر منابع اصلی ثروت مدینه، از جمله مهم‌ترین مزارع، فعالیت‌های تجاری و صنایع سودآور، به‌ویژه ساخت طلا و سلاح. اکثر ساکنان مدینه برای رفع نیازهای مالی خود به آنان مراجعه می‌کردند، از ایشان وام می‌گرفتند و بهره می‌پرداختند، و بدین‌وسیله یهودیان کنترل مالی منطقه را در دست داشتند.
از دیرباز یهودیان یثرب به‌ویژه به دلیل مهارت در ساخت سلاح‌هایی مانند شمشیر، تیر، سپر، پیکان و تیغه شهرت داشتند و از این راه تجارت اسلحه در حجاز پیش از اسلام را رهبری می‌کردند. آنان همچنین گردنبندهایی از جواهرات گرانبها و مهره‌های ارزشمند عقیق ظفاری تولید می‌کردند. بازار بنی‌قینقاع در مرکز یثرب، در نزدیکی پل بطحان، قرار داشت و محل تولید محصولات آنان و فروش جواهراتی همچون دستبند، گوشواره، خلخال، النگو و انگشتر بود.
۲. آنان اهل کتاب بودند و در علوم و معارف گوناگون دینی و امور دنیوی مهارت داشتند؛ از این‌رو پیش از ظهور اسلام، نفوذ فکری و فرهنگی قابل توجهی در مدینه داشتند.
۳. یهودیان یثرب با برخی از قبایل عرب در نجد و اطراف مدینه ارتباط و اتحاد داشتند و خود را محدود به مرزهای داخلی شهر نمی‌کردند. این پیوندها به‌ویژه در نبرد احزاب علیه مسلمانان به‌روشنی آشکار شد.
۴. آنان در هنر معماری برتری چشمگیری داشتند و در ساخت قلعه‌ها و سقف‌ها خلاقیت ویژه‌ای نشان می‌دادند. این قلعه‌ها در روزگار خود به‌عنوان استحکامات نظامی محسوب می‌شدند و به‌گونه‌ای طراحی می‌گردیدند که آب، غذا، سوخت و سایر نیازمندی‌های ضروری برای اقامت‌های طولانی یا شرایط محاصره در آنها ذخیره شود. قلعه‌ها با سنگ‌های محکم تراشیده‌شده به اشکال هندسی ساخته می‌شدند و ضخامت دیوارهایشان به یک متر یا بیشتر می‌رسید و غالباً در دو یا سه طبقه بنا می‌گردیدند.
در میان یهودیان یثرب، نجارانی ماهر وجود داشتند که در نجاری معماری همچون ساخت درها، پنجره‌ها و سقف‌ها مهارت فراوانی داشتند. خانه‌های بنی‌نضیر دارای درها، پنجره‌ها و سقف‌های ظریف و مزین به حکاکی‌های زیبا بودند. بسیاری از ثروتمندان یثرب خانه‌هایی مبله و آراسته داشتند و استفاده از صندلی در میان آنان رایج بود؛ این صندلی‌ها از چوب ساخته شده و پایه‌هایشان از آهن بود.
این شواهد بیانگر آن است که جامعه عرب در یثرب در سطحی از تمدن و پیشرفت قرار داشته است که محمد حسنین هیکل نیز آن را «جامعه‌ای بسیار پیشرفته و متمدن» توصیف کرده است:
«ساکنان این خانه‌ها از یهودیان و قبیله اوس، در منطقه حرّه آثاری بر جای گذاشتند که نشان‌دهنده تمدن و نظم آنان است. آن‌ها کارگاه‌ها و مخازن آب ساخته بودند که امروزه جز ویرانه‌های فرسوده‌ای از آن‌ها باقی نمانده است.»

## زبان
زبان یهودیان در حجاز، عربی بود؛ اما نه به صورت عربی خالص، بلکه آمیخته با اصطلاحات عبری. آنان زبان عبری را به‌طور کامل کنار نگذاشته بودند، بلکه همچنان در نمازها و آموزش‌های دینی خود از آن استفاده می‌کردند. از این‌رو، ناگزیر بودند برخی واژگان عبری را در گفتار عربی خویش وارد کنند.

## اوضاع سیاسی
در منطقه حجاز و سایر بخش‌های شبه‌جزیره عربستان، اشکالی از اقتدار و سازمان سیاسی شکل گرفت. البستانی اظهار می‌دارد که «قبایل و امارت‌های یهودی مستقلی در حجاز و یمن وجود داشتند که همچون پادشاهی‌های مستقل عمل می‌کردند.» برخی شرق‌شناسان حامی نظریه وستنفلد بر این باورند که در یثرب یک دولت یهودی شکل گرفت که اقتدار سیاسی آن گستره تمام شمال حجاز را شامل می‌شد. یهودیان یثرب پادشاهی به نام «فیطون» یا «فطیون» داشتند؛ یاقوت حموی بیان کرده است: «هنگامی که یهودیان در دوران باستان بر مدینه تسلط یافتند و آن را تحت کنترل درآوردند، پادشاهی به نام فطیون داشتند.» وی همچنین افزود: «پادشاه بنی‌اسرائیل، فیطوان نامیده می‌شد و در کتاب ابن کلبی، فطیون نوشته شده است. یهودیان، اوس و خزرج تابع او بودند.» مورخان نیز اسامی برخی از فرمانروایان فطیون را ذکر کرده‌اند. آخرین پادشاه آنان، جونی بن شریف بن کعب، از فاطمیان بود و حکومت آنان در زمان حارث بن جبله، پادشاه غسانی، رو به افول گذاشت. گفته می‌شود که حجاز در گذشته یکی از توابع پادشاهی یهودا بوده است؛ ابن خلدون نقل می‌کند: «مسعودی گفته است که حجاز در آن زمان سرزمینی پر درخت و دارای منابع آبی فراوان بود، بنابراین یهودیان در سرزمین یثرب سکونت گزیدند و در آنجا ثروت اندوختند، خانه‌ها و بناهای خود را ساختند و امور خود را اداره کردند؛ همچنین قبایلی از عرب به آنان پیوستند و با آنان همزیستی کردند، و امور آنان به پادشاهان اورشلیم، از فرزندان سلیمان، بازمی‌گشت.»

## اوضاع اقتصادی

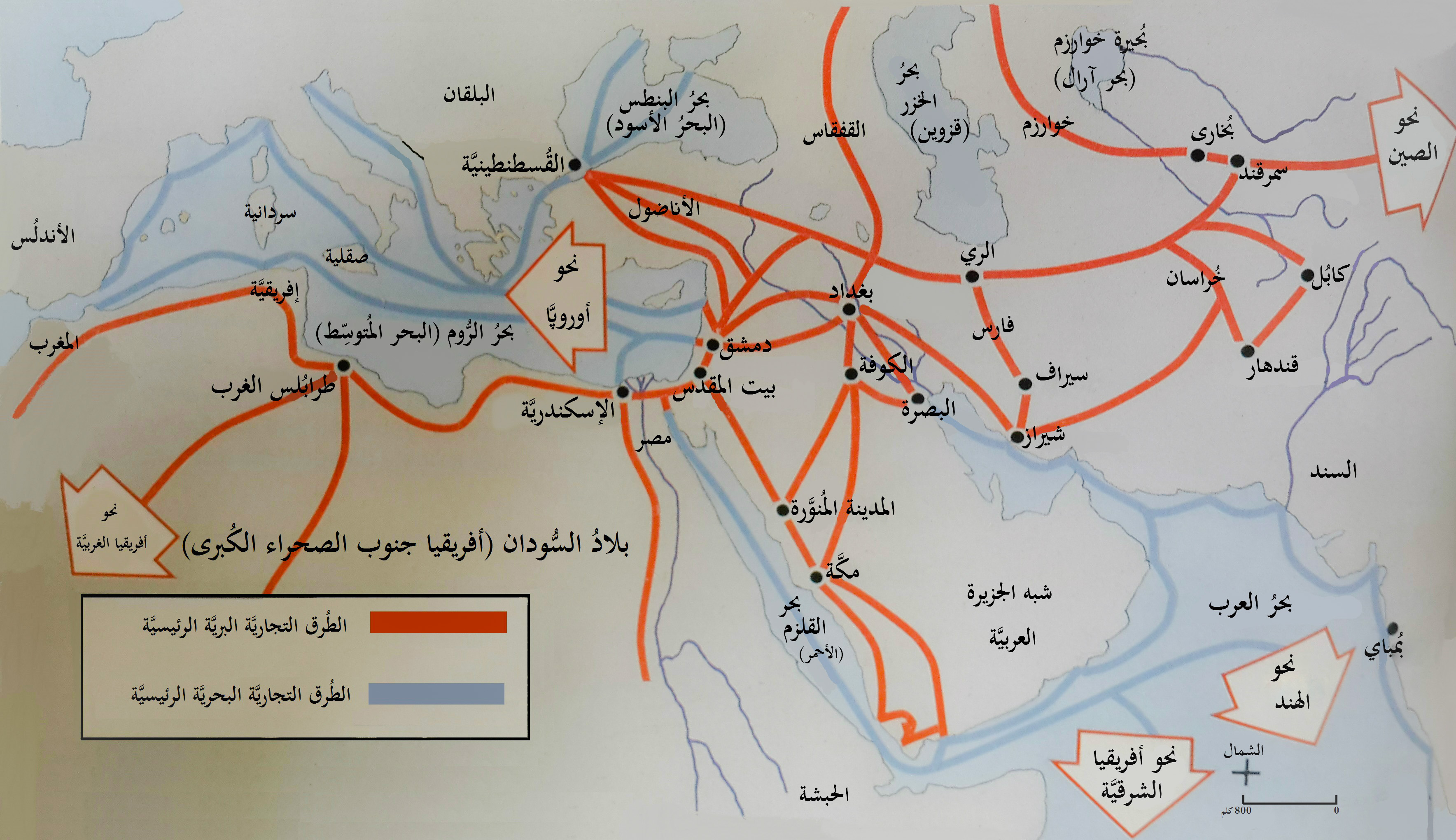
راه تجاری ایلاف و سفر زمستانی و تابستانی که تجارت شهر مکه و جنوب شبه جزیره عربستان را با شام پیوند می‌داد، از یثرب می‌گذشت.

یثرب در مسیر کاروان‌های تجاری میان شام و یمن واقع بود و به‌عنوان واحه‌ای حاصلخیز با خاک مناسب برای کشاورزی شناخته می‌شد. این شهر به همت یهودیان ساکن آن، به‌ویژه قبایل بنی‌نضیر و بنی‌قریظه، به یکی از مراکز مهم کشاورزی منطقه تبدیل گردید. افزون بر این، یهودیان در حوزه تجارت، به‌ویژه تجارت جواهرات و طلا، نقش فعالی ایفا می‌کردند و در صنایعی همچون زرگری و ساخت سلاح نیز مهارت داشتند. بدین ترتیب، آنان کنترل بخش قابل‌توجهی از امور اقتصادی شهر را در دست داشتند، به‌ویژه از آن جهت که فعالیت‌های بانکداری و وام‌دهی با بهره‌های سنگین را نیز بر عهده داشتند.

## افراد سرشناس
- سلام بن مشکم، از بزرگان و سید بنی‌نضیر و صاحب خزانه آنان بود.[۳۱] وی از پذیرش منصب ریاست یهودیان خودداری کرد،[۳۲] شاعری توانا بود[۳۳] و از وفاداران به پیمان میان یهود و مسلمانان به شمار می‌رفت.[۳۴] ابن عباس روایت کرده است که گروهی از یهود، از جمله سلام بن مشکم، نعمان بن اوفی، شاس بن قیس و مالک بن صیف، نزد رسول خدا آمدند و گفتند: «چگونه از تو پیروی کنیم، در حالی که قبله ما را ترک کرده‌ای و نمی‌گویی عزیر پسر خداست؟» در این باره، آیه «وَقَالَتِ الْيَهُودُ عُزَيْرٌ ابْنُ اللَّه» نازل شد.[۳۵]
- حُیَیّ بن أخطب، از سران بنی‌نضیر[۳۶] و ملقب به «سید الحاضر و البادی»،[۳۷] از سرسخت‌ترین دشمنان مسلمانان بود[۳۸] و در نگاه یهود، عامل اصلی شعله‌ور شدن جنگ با مسلمانان به شمار می‌رفت.[۳۹]
- کعب بن اسد، سید بنی‌قریظه،[۴۰] چهره‌ای زیبا داشت تا آنجا که گفته می‌شد: «صورتش چون آینه‌ای صیقلی بود که دختران قبیله تصویر خود را در آن می‌دیدند».[۴۱]
- کعب بن اشرف، از بنی‌نضیر، شاعری مشهور[۴۲] و از ثروتمندان بزرگ یهود حجاز بود که با دارایی فراوان خود در میان آنان سروری می‌کرد.[۴۳]
- رفاعه بن زید، از بزرگان بنی‌قینقاع.[۴۴]
- فنحاص بن عازورا، سید بنی‌قینقاع[۴۵] و از عالمان و احبار یهود بود که یهودیان در «بیت المدارس» گرد او جمع می‌شدند.[۴۶]
- شاس بن قیس، از اشراف و بزرگان بنی‌قریظه[۴۷] و از زبردست‌ترین سیاستمداران آنان بود، تا جایی که درباره‌اش گفته‌اند: «مردی حیله‌گر و دگرگون‌کننده اوضاع بود که هیچ جمعی را رهبری نکرد مگر آنکه پراکنده‌شان ساخت و هیچ گرهی را محکم ندید مگر آنکه آن را گشود».[۴۸] درباره او نیز آیه «وَقَالَتِ الْيَهُودُ عُزَيْرٌ ابْنُ اللَّه» نازل شد.[۳۵]
- عَزّال بن شموئیل، پهلوان بنی‌قریظه بود که در شجاعتش گفته‌اند: «او پیشرو ما در یورش و نگهبان ما در هنگام عقب‌نشینی بود»[۳۷]
- مُخَیریق، از بنی ثعلبه بن الفیطون، که پیامبر اسلام درباره‌اش فرمود: «مخَیریق، بهترین یهود است».[۴۹]
- ریحانه بنت زید، از بنی‌قریظه و از ام‌المؤمنین‌ها و همسران پیامبر اسلام، که به زیبایی مشهور بود.[۵۰][۵۱]
- اُسَید بن الفیطون، از بنی ثعلبه بن الفیطون، که پیامبر اسلام درباره‌اش دعا کرد: «خدایا، زیبایی او را پایدار گردان».[۵۲]
- عُقبه بن زید، از بزرگان بنی‌قریظه که به کارهای نیک شهرت داشت، تا آنجا که گفته می‌شد: «والی رفاده یهود و پدر یتیمان و بیوه‌زنان یهود».[۴۸]
- وهب بن زید، فرمانده سپاه بنی‌قریظه که درباره‌اش گفته می‌شد: «پرچم یهود در میدان جنگ».[۴۸]
- ساره قرظیه، شاعره‌ای از بنی‌قریظه.[۵۳]